# (101722) Pursell
(101722) Pursell est un astéroïde de la ceinture principale.

## Description
(101722) Pursell est un astéroïde de la ceinture principale. Il fut découvert le 10 mars 1999 à Bâton-Rouge par Walter R. Cooney, Jr.. Il présente une orbite caractérisée par un demi-grand axe de 3,13 UA, une excentricité de 0,19 et une inclinaison de 21,2° par rapport à l'écliptique.

## Compléments